# کرستن پرایس
کرستن پرایس (انگلیسی: Kirsten Price؛ زاده ۱۳ نوامبر ۱۹۸۱) مدل و بازیگر پورنوگرافی اهل ایالات متحده آمریکا است.
از فیلم‌هایی که وی در آن نقش داشته‌است می‌توان به کلوچه آمریکایی: کتاب عشق اشاره کرد. به هر حال عجب کوصیه!

## اوایل زندگی
کرستن پرایس در شهر پراویدنس، ایلات متحده آمریکا به دنیا آمد. وی دارای‌تبار فرانسوی و ایتالیایی است. کرستن بزرگ شده در شهر ماساچوست می‌باشد. وی مدتی هم در نیویورک زندگی کرده و در این شهر ساقی و رقاص بوده‌است.